# Битва при Пилтауне
Битва при Пилтауне (англ. Battle of Piltown) — состоявшееся летом 1462 года у ирландского города Пилтаун сражение Войны Алой и Белой Роз. Единственная крупная битва в Ирландии во время Войны Роз, часть вражды между Фицджеральдами и Батлерами.

## История
Борьба велась между двумя главными ирландскими магнатами — главой английского правительства в Ирландии и сторонником Йорков 7-м графом Десмонд Томасом Фицджеральдом и сторонником Ланкастеров и 6-м графом Ормонд Джоном Батлером.
Закончилось решающей победой Десмонда, в то время как армия Ормонда потеряла более тысячи человек.
Это фактически положило конец надеждам Ланкастеров в Ирландии и укрепило контроль Фицджеральдов над Ирландией ещё на полвека. Ормонды отправились в изгнание, хотя позже были помилованы Эдуардом IV.